# Szárkapocs

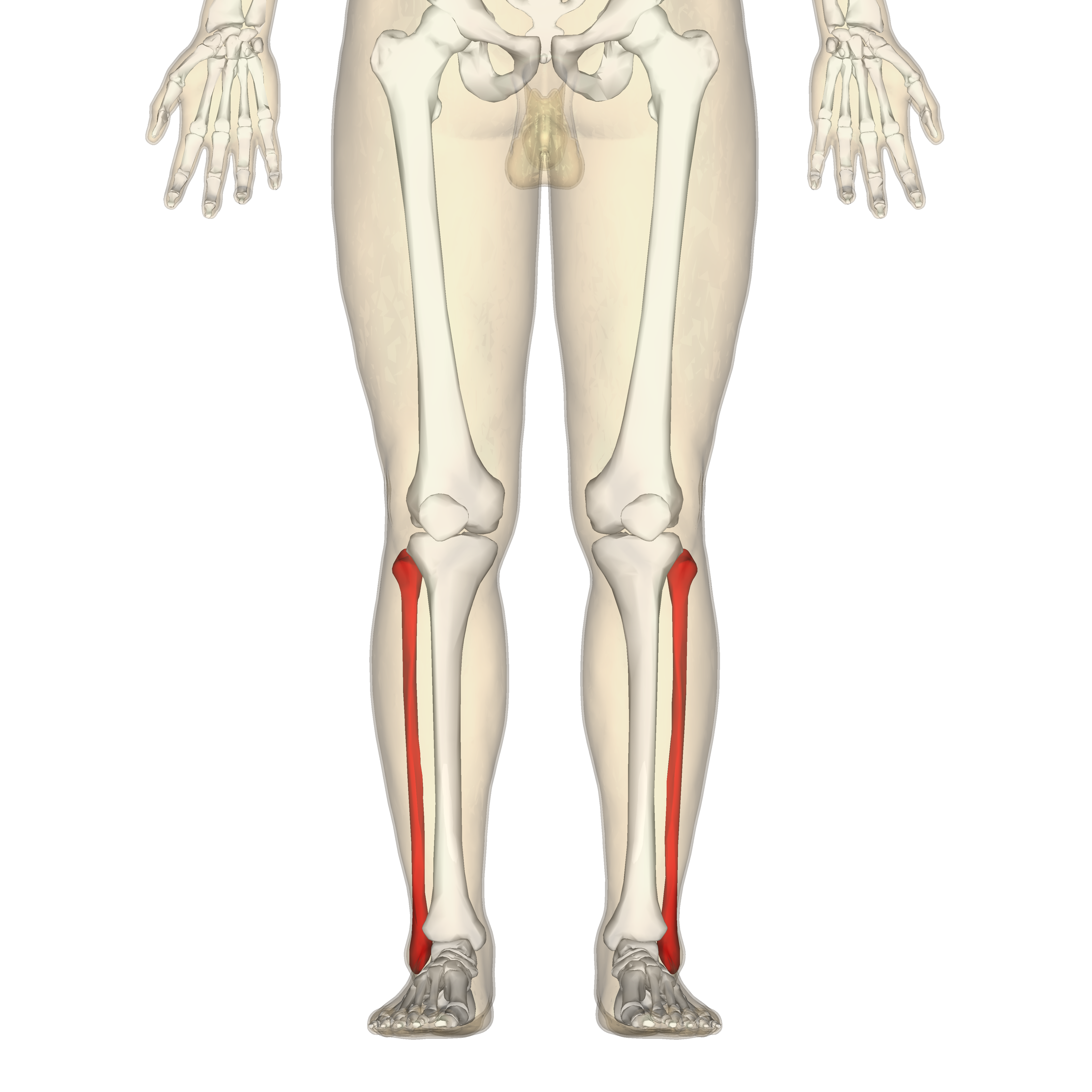
Az emberi fibula elhelyezkedése (piros)

A szárkapocscsont (fibula) a lábszár külső (laterális) oldalán elhelyezkedő karcsú, pálca alakú csont. Két vége bunkószerűen megvastagodott, alsó végén lévő megvastagodás a külső bokanyúlványban folytatódik. Felső megvastagodott vége feszes ízülettel kapcsolódik a sípcsonthoz.
Felszínei: facies medialis, facies lateralis, facies posterior. Ízfelszínei: a distalis végen a facies articularis malleoli lateralis, proximalisan pedig a facies articularis capitis fibulae.